# Cap de la Costa de la Pobla de Massaluca
El Cap de la Costa de la Pobla de Massaluca és una muntanya de 330 metres que es troba entre els municipis de Riba-roja d'Ebre, a la comarca de la Ribera d'Ebre i de la Pobla de Massaluca, a la comarca de la Terra Alta. Forma en part la paret meridional del pantà de Riba-Roja.